# KIC 11442793
A KIC 11442793 egy csillagrendszer a Földtől 2500 fényév távolságra. Különlegesnek számít amiatt, hogy igazoltan hét bolygó van a rendszerben. A bolygók közelebb keringenek központi csillaguk körül, mint Naprendszerünk esetén. (mindegyik bolygó a Föld pályájánál közelebb kering központi csillaga körül).
Az egyik bolygót az önkéntes amatőrökből álló Planet Hunters vállalkozás találta meg a Kepler űrtávcső felvételeit elemezve.
A bolygókat az exobolygók keresésénél alkalmazott egyik módszerrel, a fedési módszerrel találták meg.